# 924
Évszázadok: 9. század – 10. század – 11. század
Évtizedek: 870-es évek – 880-as évek – 890-es évek – 900-as évek – 910-es évek – 920-as évek – 930-as évek – 940-es évek – 950-es évek – 960-as évek – 970-es évek
Évek: 919 – 920 – 921 – 922 –  923 – 924 – 925 – 926 – 927 – 928 – 929

## Események

### Európa
- A magyarok végigdúlják Szászországot. Madarász Henrik német király (és szász herceg) vereséget szenved tőlük és visszahúzódik a werlai várba. A szászoknak sikerül elfogniuk egy fosztogató magyar "herceget". A magyarok nagy váltságdíjat ajánlanak érte, Henrik azonban szabadon engedése fejében nem pénzt kér, hanem (Szászországra vonatkozó) kilenc éves békeszerződést köt velük és évente adót fizet nekik.
- Az előző évben lemondatott Berengár itáliai császárral szövetséges magyarok Szalárd vezetésével végigdúlják Észak-Itáliát és ostrom alá veszik Berengár ellenfelének, II. Rudolfnak a fővárosát, Paviát. A város nagy része az ostrom során leég és a magyarok kis hadisarccal megelégedve tovább vonulnak Rudolf másik királysága, Felső-Burgundia felé. Itt Rudolf nagy sereggel elállja az útjukat, de áttörnek rajta, és végigfosztogatják Provence-t, Septimaniát és Toulouse környékét. Egy vérhasjárványban azonban a sereg jelentős része odavész és csak kevesen jutnak a következő évben haza.
- Áprilisban Veronában (feltehetően Rudolf felbujtására) meggyilkolják Berengár császárt.
- Vikingek fosztogatják a Loire völgyét és Burgundiát.
- Simeon bolgár cár nagy sereget küld a lázadó, bizánciakat támogató szerbek ellen. Zaharija szerb fejedelem a horvátokhoz menekül. Simeon magához rendeli a szerb zsupánokat, azzal hogy hódoljanak az általa kinevezett új fejedelem, Časlav előtt; azonban amikor megérkeznek bebörtönözteti őket, Szerbiát pedig annektálja a Bolgár Birodalomba.
- Meghal II. Ordoño leóni és galiciai király. Országait kiskorú fiai helyett öccse, II. Fruela asztúriai király örökli, aki így újraegyesíti apjuk, III. Alfonz birodalmát.
- III. Abd al-Rahmán córdobai emír csapatai elfoglalják és kifosztják Pamplonát.
- I. Eduárd angolszász király leveri a Chester környéki walesiek és merciaiak lázadását, de röviddel később meghal. Valószínűleg fel akarta osztani birodalmát fiai között, mert a legidősebbet, Ælfweardot Wessexben, a másodikat, Æthelstant pedig Merciában ismerik el királynak. A 23 éves Ælfweard 16 nappal később meghal, a wessexiek azonban vonakodnak elfogadni Æthelstant uralkodójuknak.
- I. Rómanosz Lekapenosz bizánci császár táruralkodóvá nevezi ki két kisebbik fiát, Sztephanoszt és Kónsztantinoszt; így a korábban társuralkodóvá tett Khrisztophorosz fiával és Bíborbanszületett Konstantinnal együtt formálisan öt császára van a Bizánci Birodalomnak.

### Korea
- Meghal Kjongmjong, Silla királya. Utóda öccse, Kjonge.

## Születések
- Fudzsivara no Koretada, japán régens és költő
- Đinh Bộ Lĩnh, vietnami császár

## Halálozások
- április 7. – I. Berengár, itáliai császár
- július 17. – I. Eduárd, angolszász király
- augusztus 2. – Ælfweard, angolszász király
- Kjongmjong, sillai király
- II. Ordoño, leóni király

## Fordítás
- Ez a szócikk részben vagy egészben  a(z)   924 című angol Wikipédia-szócikk ezen változatának fordításán alapul.  Az eredeti cikk szerkesztőit annak laptörténete sorolja fel. Ez a jelzés csupán a megfogalmazás eredetét és a szerzői jogokat jelzi, nem szolgál a cikkben szereplő információk forrásmegjelöléseként.